# Alamein Range
Die Alamein Range ist ein Gebirgszug westlich des Canham-Gletschers in den Freyberg Mountains. 
Die Nordgruppe einer von 1963 bis 1964 durchgeführten Kampagne im Rahmen der New Zealand Geological Survey Antarctic Expedition benannte die Range im Gedenken an die Mitwirkung des britischen Generals Bernard Freyberg, 1. Baron Freyberg und der ihm unterstellten New Zealand Expeditionary Force an der Ersten und Zweiten Schlacht von El Alamein im Jahr 1942. 